# Stadion Rajko Štolfa
Stadion Rajko Štolfa je večnamenski stadion v Sežani. Uporablja se večinoma za nogometne tekme in je domače igrišče slovenskega prvoligaša NK Tabor Sežana. Stadion sprejme do 3.000 gledalcev. V preteklosti je bil poznan pod imenom Mestni stadion. Od leta 2003 se stadion imenuje po Rajku Štolfi, športnemu delavcu iz Sežane.